# محمد كامارا (لاعب كرة قدم سيراليوني مواليد 1999)
محمد كامارا (مواليد 29 أبريل 1999) هو لاعب كرة قدم سيراليوني يلعب كحارس مرمى في نادي إيست إند ليونز ومنتخب سيراليون.